# Dolnjotuzlanski okrug
Dolnjotuzlanski okrug bio je jedan od okruga u BiH dok je bila pod Austro-Ugarskom. Sjedište mu je bilo u Dolnjoj Tuzli (Tuzla). 
Godine 1895. okrug (nje. Kreise) prostirao se na 8.904 km² na kojem je živjelo 358.990 stanovnika. Obuhvaćao je 1895. područje 10 kotara (nje. Bezirk):
- Bijeljina
- Brčko
- Dolnja Tuzla
- Gračanica
- Gradačac
- Kladanj
- Maglaj
- Srebrenica
- Vlasenica
- Zvornik

Iz ovog okruga brojem stanovnika su se 1879. isticali Dolnja Tuzla s 5.119 i Bijeljina s 6.090 stanovnika.